# سفارة الولايات المتحدة في بولندا
سفارة الولايات المتحدة في بولندا هي أرفع تمثيل دبلوماسي لدولة الولايات المتحدة لدى بولندا. تقع السفارة في وارسو وهي تهدف لتعزيز المصالح الأمريكية في بولندا.

## وصلات خارجية
- الموقع الرسمي
- قائمة سفارات الولايات المتحدة
- قائمة السفارات في بولندا